# 造甲乡
造甲乡，是中华人民共和国安徽省合肥市长丰县下辖的一个乡镇级行政单位。

## 行政区划
造甲乡下辖以下地区：
造甲社区、宋岗社区、凤楼村、凤群村、双丰村、双河村、六方村、许圩村、陈刘村、宗旱村、联合村、马塘村和缪岗村。